# Beez (Namur)
Beez (wa. Bê) – dzielnica (section) miasta Namur w Belgii, w Regionie Walońskim, w prowincji Namur, w okręgu Namur. 1 stycznia 2020 roku liczyła 1536 mieszkańców. Do 31 grudnia 1976 r. samodzielna gmina.  

## Demografia
Liczba mieszkańców, stan na 1 stycznia:
| Rok                | 1930 | 1947 | 1961 | 2020 |
| ------------------ | ---- | ---- | ---- | ---- |
| Liczba mieszkańców | 1039 | 1024 | 1322 | 1536 |